# كيروجين

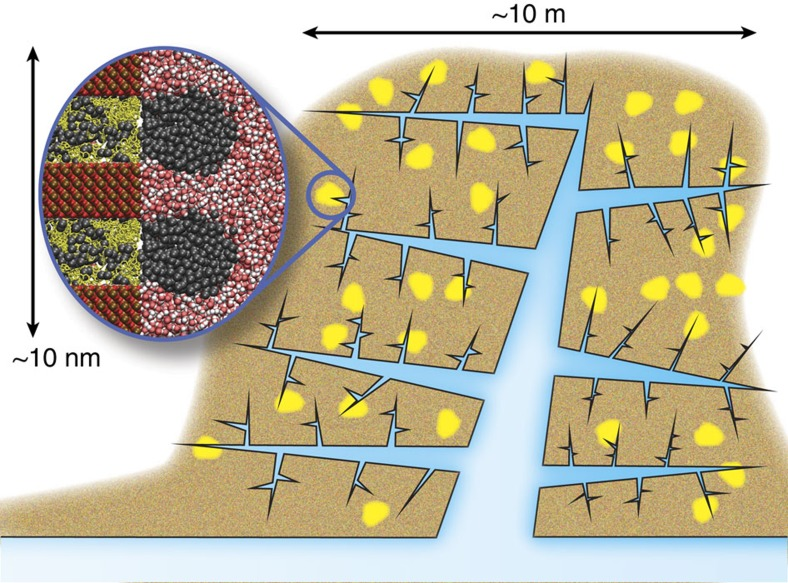
صورة توضح استعادة الهيدروكربون

كيروجين في علم طبيعة الأرض هو مخلوط من مواد عضوية ومركبات كيميائية تشترك في تكوين المواد العضوية الموجودة في بعض أنواع الصخور الرسوبية.
وهي لا تذوب في مذيبات المواد العضوية المعتادة حيث يبلغ وزنها الجزيئي عدة آلاف من الذرات. ويسمى الجزء القابل للذوبان منها قطران. وعند ارتفاع درجة حرارة الكيروجين إلى الدرجة السليمة تحت القشرة الأرضية (ويسمي حيز تلك درجة الحرارة «نافذة النفط» بين 60 - 120 درجة مئوية، و«نافذة الغاز» بين 120 - 150 درجة مئوية) يتحلل الكيروجين منتجا نفط خام وغاز طبيعي، وتسمى تلك المنتجات هيدروكربون أو وقود أحفوري.
وعند وجود الكيروجين بتركيز عال في الصخور، مثل السجيل زيتي فمن الممكن أن تكوّن أحجار وقود. والسجيل الغني بالكيروجين والذي لم يتعرض لدرجة حرارة كافية لكي يتخلص من الهيدروكربون المحتجز فيه، فقد يصبح سجيل نفطي.

## التركيب الكيميائي
الكيروجين مخلوطُ مواد عضوية وليست له تركيب كيميائي محدد، ولا يمكن تعريفه بتركيبة كيميائية معينة. ويختلف مخلوطه في تركيبه الكيميائي من عينة إلى عينة. ويتكون الكيروجين الموجود في التكوينات الصخرية في جرين ريفر Green River Formation من نوع السجيل النفطي في غرب أمريكا الشمالية من العناصر وبالنسب الآتية:
C 215 : H 330 : O 12 : N 5 : S 1

## اقرأ أيضا
- نفط
- دراسة الطبقات الصخرية
- تصلد
- أحفورة
- مؤشر أحفوري
- نشأة تقهقرية
- دقيقة بنيوية